# 양천구
양천구(陽川區)는 대한민국 서울특별시 남서부에 있는 구이다(1988년 강서구에서 분리). 북쪽으로는 강서구, 서쪽으로는 경기도 부천시, 남쪽으로는 구로구, 동쪽으로는 영등포구와 접해있다. 양천의 이름은 고려 시대부터 쓰인 이 지역의 이름에서 유래했다.

## 역사
- 1988년 1월 1일 : 강서구 목동, 신정동, 신월동을 양천구로 분리하였다.[4] (15행정동)
- 1988년 7월 1일 : 목1동을 목5동으로, 신정2동을 신정6동으로 분리하였다.[5] (17행정동)
- 1989년 6월 1일 : 신월4동을 신월7동으로 분리하였다.[6] (18행정동)
- 1989년 9월 1일 : 목5동을 목6동으로 분리하고, 신정1동, 신정2동, 신정6동 각 일부에 신정7동을 신설하였다.[7] (20행정동)
- 1994년 12월 26일 : 신월5동 일부를 강서구 발산1동에 편입하였다.[8]
- 2008년 7월 1일 : 목6동을 목5동에, 신정5동을 신정4동에 통합하였다.[9] (18행정동)
- 2011년 9월 30일: 신정이펜하우스 1·2단지 일대가 신월동(신월7동)에서 신정동(신정3동)에 편입되었다.[10]

## 지리
양천구는 서울특별시의 서부에 위치한다. 동쪽으로 안양천을 경계로 영등포구와 접하고 서쪽으로는 경기도 부천시와 접하며, 남쪽으로는 구로구, 북쪽으로는 강서구와 마주하고 있다. 한강과 안양천이 합류하는 지점에 있는 양천구의 지세는 대부분이 과거 저습지 기원의 지형으로 대표되는 동부지역과 20~60m의 저기복의 구릉지형이 나타나는 중앙부 지역, 그리고 60~80m의 소규모 구릉지가 나타나는 북동부와 남서부 지역으로 나눌 수 있다. 크게 한강 연안의 충적지형(자연제방, 배후습지, 범람원)과 침식 구릉지형으로 나눌 수 있다. 구의 중심부로부터 남서쪽으로는 해발고도 20~60m의 낮고 평평한 구릉지가 분포하고, 구의 북동부와 남서부에 70~80m 높이의 침식구릉이 나타나며, 안양천과 경계를 이루고 있는 구의 동쪽에는 배후저습지를 중심으로 하는 충적층이 매우 낮은 고도로 분포한다. 배후저습지의 경우 현재는 안양천 부근의 일부를 제외하고는 대규모 아파트 건설과 안양천지류 복개공사, 그리고 매립으로 인하여 대부분이 사라져 그 흔적을 찾아보기가 힘들다. 따라서 양천구의 전체적인 지세는 저평한 구릉지와 한강과 안양천을 중심으로 따라 형성된 배후저습지 지형으로 요약되며 이러한 지세는 서고동저의 경향을 나타낸다.

## 행정 구역

행정구역도

양천구의 행정 구역은 목동, 신정동, 신월동 3개의 법정동을 18개의 행정동으로 나누어 관리를 한다. 양천구의 면적은 17.41km2이며, 인구는 2016년 12월 31일을 기준으로 477,739명이다.
| 행정동  | 한자    | 면적 (km2) | 세대    | 인구 (명) |
| ------- | ------- | ---------- | ------- | --------- |
| 목1동   | 木1洞   | 1.41       | 10,685  | 33,320    |
| 목2동   | 木2洞   | 1.03       | 12,272  | 31,953    |
| 목3동   | 木3洞   | 0.53       | 9,165   | 23,230    |
| 목4동   | 木4洞   | 0.57       | 9,960   | 28,762    |
| 목5동   | 木5洞   | 1.80       | 14,135  | 45,733    |
| 신월1동 | 新月1洞 | 0.65       | 10,439  | 25,070    |
| 신월2동 | 新月2洞 | 0.61       | 7,840   | 21,114    |
| 신월3동 | 新月3洞 | 0.87       | 8,084   | 17,994    |
| 신월4동 | 新月4洞 | 0.52       | 6,776   | 19,264    |
| 신월5동 | 新月5洞 | 0.69       | 6,245   | 16,378    |
| 신월6동 | 新月6洞 | 0.41       | 5,123   | 13,031    |
| 신월7동 | 新月7洞 | 1.19       | 9,431   | 25,210    |
| 신정1동 | 新亭1洞 | 0.70       | 6,585   | 20,503    |
| 신정2동 | 新亭2洞 | 0.52       | 7,454   | 22,634    |
| 신정3동 | 新亭3洞 | 2.72       | 20,948  | 58,364    |
| 신정4동 | 新亭4洞 | 1.01       | 15,794  | 37,619    |
| 신정6동 | 新亭6洞 | 0.96       | 8,459   | 27,115    |
| 신정7동 | 新亭7洞 | 1.21       | 11,740  | 33,238    |
| 양천구  | 陽川區  | 17.41      | 181,135 | 500,533   |

## 인구
인구밀도가 26,773 명/km2로 대한민국의 기초자치단체 중 가장 높다.
서울특별시 양천구의 연도별 인구(내국인) 추이
| 연도   | 총인구    |  |
| ------ | --------- |  |
| 1990년 | 490,343명 |  |
| 1995년 | 460,349명 |  |
| 2000년 | 458,998명 |  |
| 2005년 | 472,751명 |  |
| 2010년 | 466,456명 |  |
| 2015년 | 465,512명 |  |

## 주거
전체 면적 중 70% 이상이 주거 지역으로, 1960년대 말부터 1970년대 중반에 걸쳐 철거민들이 대규모로 집단 이주한 목동・신정동・신월동 지역과, 서울특별시의 인구를 강남 지역으로 분산하기 위해 1979년부터 정부가 계획하여 조성한 목동 대단위 주택 단지로 구분된다. 목동 대단위 주택 단지가 있는 동부 지역에는 파리공원, 서부지역에는 양천공원을 비롯하여 근처 안양천변 둔치에 목동 운동장이 갖추어져 있어 다른 지역보다 상대적으로 주거 환경이 좋은 편이다. 또한 목동 하이페리온 1~2차, 목동 트라팰리스 등 고층 아파트단지들이 많다.
아파트가 많은 지역 특성 때문에 2014년 전국 기초자치단체 중 인구 밀도 1위를 차지했다.

## 산업
목동에 SBS 방송 센터(본사)를 비롯한, CBS, KT인터넷컴퓨팅센터, 한국콘텐츠진흥원, 방송통신심의위원회 등의 방송, IT업체, 한국방송통신대학교 서울남부학습센터 등의 고등 교육 기관이 소재하고 있다. 상업 활동은 등촌시장, 목동시장, 신곡시장 등 11개 재래 시장과 현대백화점 목동점, 행복한백화점, 농협 하나로클럽 목동점, 홈플러스 목동점, 이마트 목동점 등을 중심으로 이루어지고 있다.

## 주요 시설
목동에 대한민국과 프랑스의 수교 100주년을 기념하기 위해 건설한 파리공원과 서울특별시 서부 지역 최완전실화합경기장인 목동종합운동장이 있다. 또한, 대단위 신시 가지 아파트의 전력 수요를 충당하는 대한민국 최초의 열병합발전소가 있다. 대한민국의 지상파 상업 방송사 중 하나인 SBS (서울방송)의 방송 센터(본사)도 목동에 위치하여 있다. 용왕산에 신정제1우수배제펌프장이 있고, 신정동에 신정제2우수배제펌프장, 서울 지하철 2호선 신정차량사업소가 있으며, 신월동에 김포수원지가 있다.

## 교육 기관

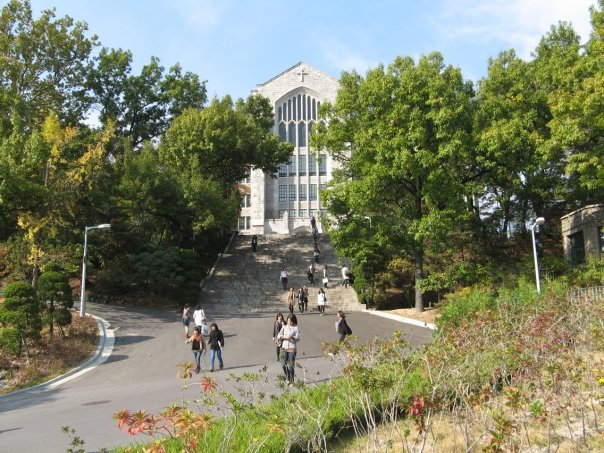
이화여자대학교

- 사립대학교

|  | - 이화여자대학교 (임상치의학 대학원) |

- 고등학교

|  | - 금옥여자고등학교 - 한가람고등학교 - 광영고등학교 - 광영여자고등학교 | - 백암고등학교 - 목동고등학교 - 양정고등학교 - 양천고등학교 | - 진명여자고등학교 - 강서고등학교 - 서울영상고등학교 - 서울금융고등학교 | - 신목고등학교 - 신서고등학교 |

- 중학교

|  | - 강신중학교 - 금옥중학교 - 목동중학교 - 목운중학교 | - 목일중학교 - 봉영여자중학교 - 신남중학교 - 신목중학교 | - 신서중학교 - 신원중학교 - 신월중학교 - 신화중학교 | - 양강중학교 - 양동중학교 - 양서중학교 - 양정중학교 | - 양천중학교 - 영도중학교 - 월촌중학교 |

## 교통

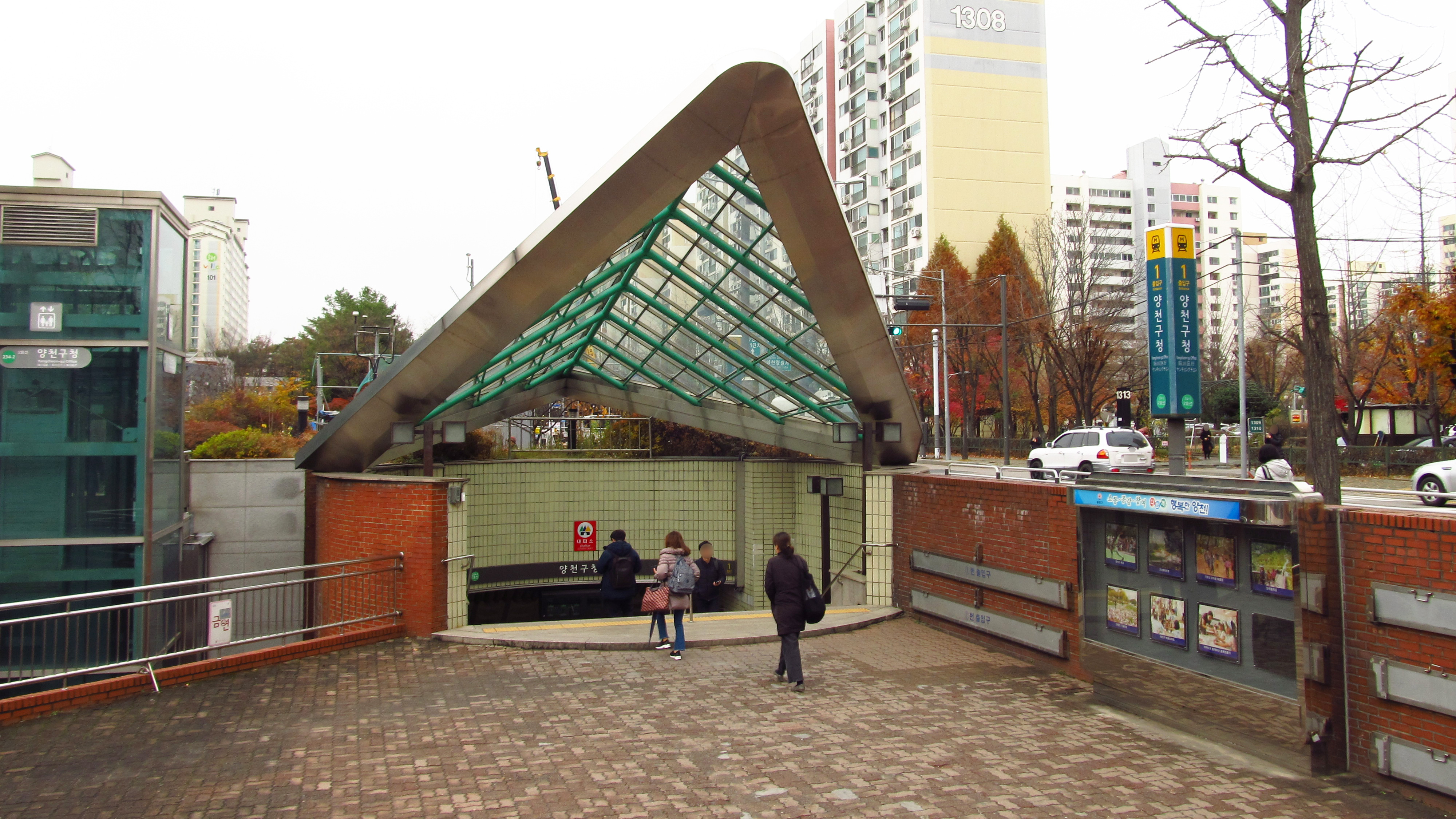
양천구청역 1번 출입구 전경

신월동에 경인고속도로로 진입할 수 있는 신월 IC가 있고, 영등포·강남 등 부도심으로 갈 수 있는 오목로, 남부순환로가 있다. 목동·신정동 지역에는 서울 지하철 2호선과 서울 지하철 5호선이 있어 교통이 편리하다. 그러나 신월동에는 도시 철도망이 없어 상대적으로 교통이 불편하다. 이에 서울특별시에서는 신월동에서 출발해 목동 대단위 주택 단지를 거쳐 당산역으로 가는 경전철을 건설하겠다는 계획을 발표하였다. 마을 버스는 4개가 있다. 버스: 6624, 6625, 571, 6640A, 6640B, 마을버스, 등이 있다.

### 철도
- 서울교통공사

- ● 서울 지하철 2호선 신정지선

(서울특별시 강서구) ← 신정네거리역 - 양천구청역 → (구로구)
- ● 서울 지하철 5호선

(서울특별시 강서구) ← 신정역 - 목동역 - 오목교역 → (영등포구)
- 서울시메트로9호선

- ● 서울 지하철 9호선

(서울특별시 강서구) ← 신목동역 → (영등포구)

### 버스 업체

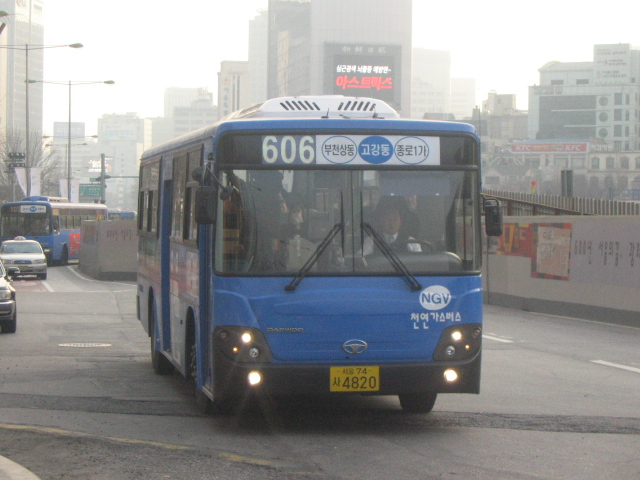
신길운수 소속 606번

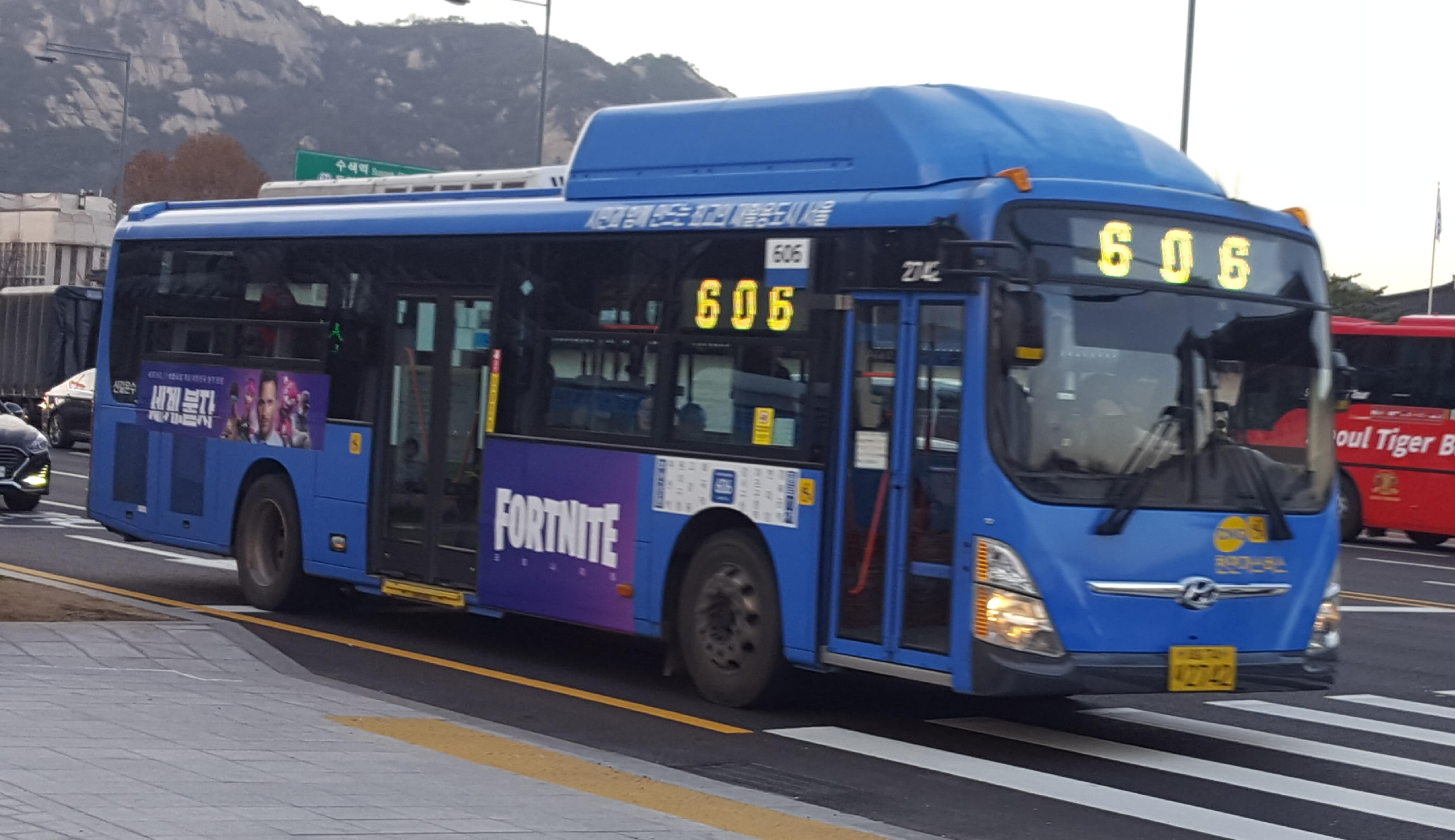
신길운수 소속 606번

시내버스
| 업체명   | 대표자 | 위 치                                 |
| -------- | ------ | ------------------------------------- |
| 관악교통 | 조장우 | 신정로7길 17 (신정동)                 |
| 세풍운수 | 문인수 | 신정로7길 17 (신정동)                 |
| 신길교통 | 이강식 | 월정로 117 (신월동)                   |
| 양천운수 | 여상현 | 신정로7길 17 (신정동, 양천공영차고지) |
| 중부운수 | 박복규 | 지양로 106 (신월동)                   |

마을버스
| 업체명   | 대표자 | 위 치                     |
| -------- | ------ | ------------------------- |
| 목동운수 | 윤여선 | 목동중앙본로28길 1 (목동) |
| 신목교통 | 김진억 | 신정로7길 17 (신정동)     |
| 우리교통 | 김진철 | 신정로7길 17 (신정동)     |

## 문화재
- 보물: 금강반야바라밀경
- 무형문화재: 초고장, 체메우기
- 유형문화재: 성시헌익사공신록, 열조통기

## 스포츠
- 목동아이스링크
- 목동야구장

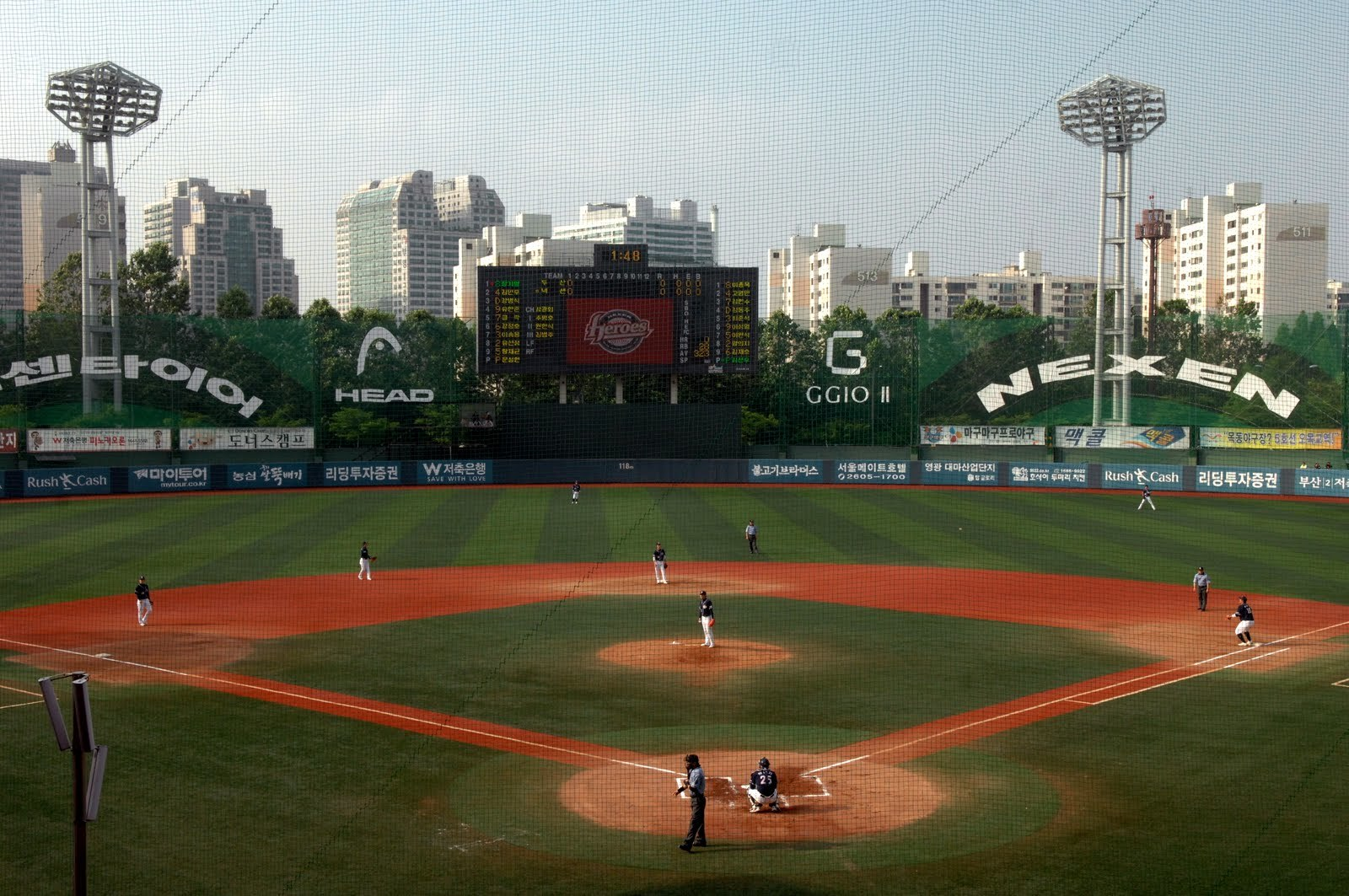
넥센 히어로즈 시절 목동야구장에서 야구 경기를 시합하고 있는 모습.

- 목동종합운동장 (프로축구 K리그2 서울 이랜드 FC 홈구장)
- 해누리 체육공원
- 양천구민 체육센터

## 자매 도시
| 지역 & 국가    | 도시       | 도시       |
| -------------- | ---------- | ---------- |
| 대한민국       | 경상북도   | 울진군     |
| 대한민국       | 인천광역시 | 강화군     |
| 대한민국       | 전라남도   | 순천시     |
| 대한민국       | 전라남도   | 화순군     |
| 대한민국       | 충청남도   | 부여군     |
| 오스트레일리아 | 뱅크스타운 | 뱅크스타운 |
| 캐나다         |            | 캘거리     |
| 일본           | 나가노현   | 나가노시   |

## 사건
- 정인이 사건 - 2020년 당시 생후 16개월령인 정인이를 살해한 사건. 이 사건이 당시 한국 뿐만 아니라 일본, 중국 등 주변 국가에서도 맹비난을 샀던 사건이기도 함.

## 같이 보기
- 대한민국의 행정 구역